# 泰坦陨落Online
《泰坦降臨Online》是一款基于著名第一人称射击游戏《泰坦隕落》的改编作，并以泰坦隕落1的Source引擎为基础制作而成的FPS类网络游戏，根据目前得到的信息来看，这将是一部仅于亚洲区发行的游戏。

## 游戏发行及测试

### 发行
- 2015年7月29日EA宣布将与NEXON联合开发泰坦陨落的Online版本，并确认本作将由NEXON代理发行。[1]
- 2017年8月3日NEXON GT召开关于泰坦陨落Online的记者发布会，公布了部分游戏内容及相关信息。[2]
- 泰坦降臨 Online在 G-STAR 2017 公布了新模式关键点占领战（Hardpoint Domination）[3]。
- 《泰坦降臨 Online》宣布停止開發[4]

### 测试信息
- 2016年12月16日至21日在韓國展開邊疆（Frontier）測試。
- 2016年4月6日至9日在韓國展開新一波測試。
- 2017年8月24至9月13日在韩国開始進行封测。

## 世界觀
本作的世界观设定延续了泰坦陨落系列原有的世界观并在此基础上进行了一定的改动。在原作中抵抗组织依旧在与IMC进行着激烈的战斗，而到了本作时间点时，抵抗組織幾乎消滅了IMC。

## 遊戲模式
目前游戏仍然处于测试阶段，并未有太多信息流出，目前可以确认的游戏模式有：最後的泰坦、團隊死鬥、爆破任務。

## 外部連結
- 官方网站
- 泰坦降臨 Online在巴哈姆特的頁面（繁體中文）